# Апельсин
Апельси́н або помаранча, помаранч, померанець(Citrus sinensis) — вічнозелене дерево висотою до 7-12 м роду цитрус (Citrus) родини рутових (Rutaceae), невідоме у дикому вигляді, та його плоди. Батьківщина — Індія та Південно-Східна Азія.
Слово «апельсин» походить з голландської мови; нід. appelsien (нині частіше вживається форма sinaasappel), як і нім. Apfelsine, є калькою з фр. pomme de Chine, досл. «яблуко з Китаю»; тепер ця назва у французькій витіснена словом orange, що стало власним ім'ям фрукту англійською, а саме, зазвичай, "sweet orange" або просто "orange"). 
Слово померанча походить від чеського pomeranč/, словацького pomaranč або польського pomarańcza, які всі походять від французького pomme d'orange.

## Історія
Вперше згадується у китайській літературі у 314 році до н.е. 

## Ботанічний опис
Тепло- та вологолюбна рослина, вирощується в тропіках та субтропіках. Має круглу компактну крону. Листя з округлою основою і загостреною верхівкою. Квіти білі, ароматні, з великою кількістю нектару, запилюються комахами, а в Центральній Америці ще й колібрі. Плоди кулясті або овальні, іноді з зачатковим плодом на верхівці; забарвлення від світло-жовтого до майже червоного; соковиті, кисло-солодкі плоди містять цукри (до 9 %), лимонну кислоту (до 2,5 %), вітаміни А, В і С; використовуються свіжими і переробленими (соки, варення, джем, цукати). Іноді утворюються партенокарпічні плоди, які дозрівають неодночасно. Зі шкірки отримують ефірні олії.

## Помологічні групи
Розрізняють 4 помологічні групи сортів:
- звичайні — плоди з жовтою м'якоттю, багатонасіннєві;
- пупкові — з оранжевою м'якоттю, другим зачатковим плодиком, відрізняються партенокарпією;
- корольки — з криваво-червоною м'якоттю, невеликі, дуже солодкі;
- яфські — великі плоди з товстою горбкуватою шкіркою, дуже солодкі і соковиті. Із шкірки добувають ефірну апельсинову олію (до 2 %). Доросле дерево дає до 300—500 і більше плодів.

Численні сорти апельсина людина культивує вже понад 4 тисяч років, в Європі — з 15 століття, на Чорноморському узбережжі Кавказу — з 11 століття. Промислова культура апельсина розвинута в Італії, Іспанії, США, Греції та в інших країнах.
Відомо багато гібридних форм апельсина — тангори, цитранжі, цитрангори та інші.
До апельсина близький інший вид — померанець (помаранча, помаранч), який також називають кислим або гірким апельсином.

## Деякі сорти
- Шамуті[en] — вегетативно розмножувана переклінальна химера сорту 'Beledi'. Відомий з XIX ст.. Інтродукований до США[10]. Наприкінці XX ст. описано випадки розхимерювання[11].

## Галерея

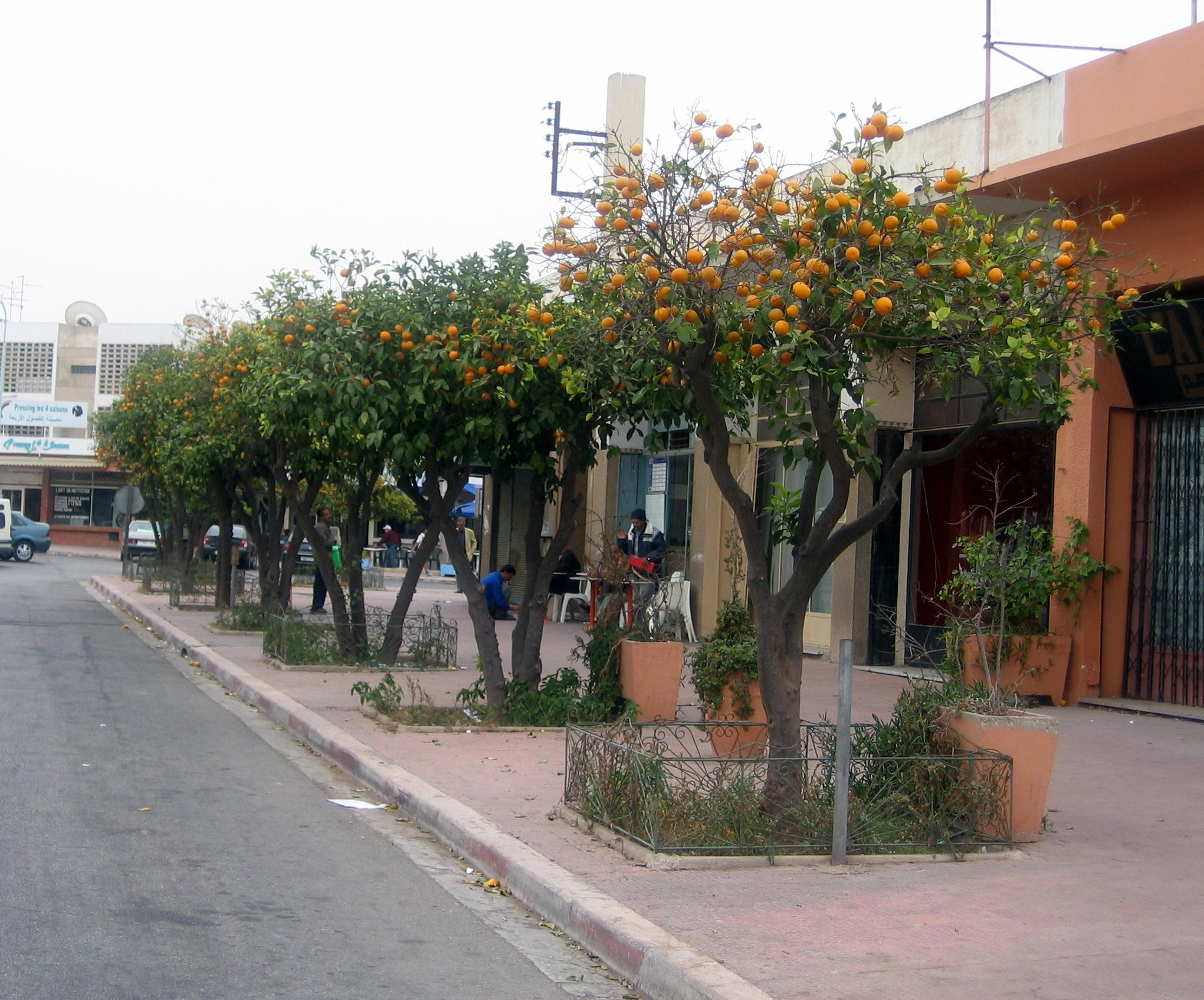
Дерева на вулиці в Марокко
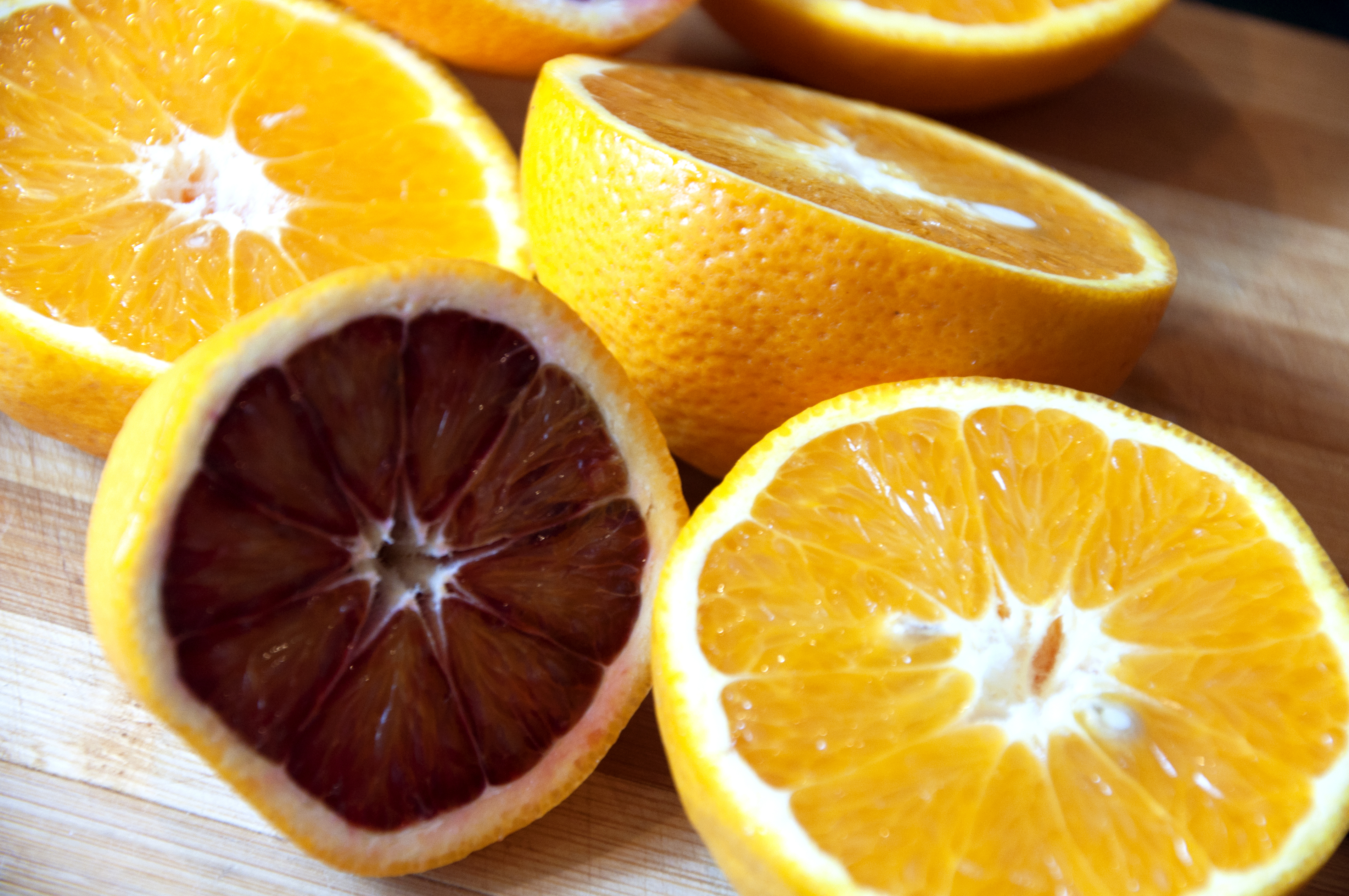
Корольки з Сицилії
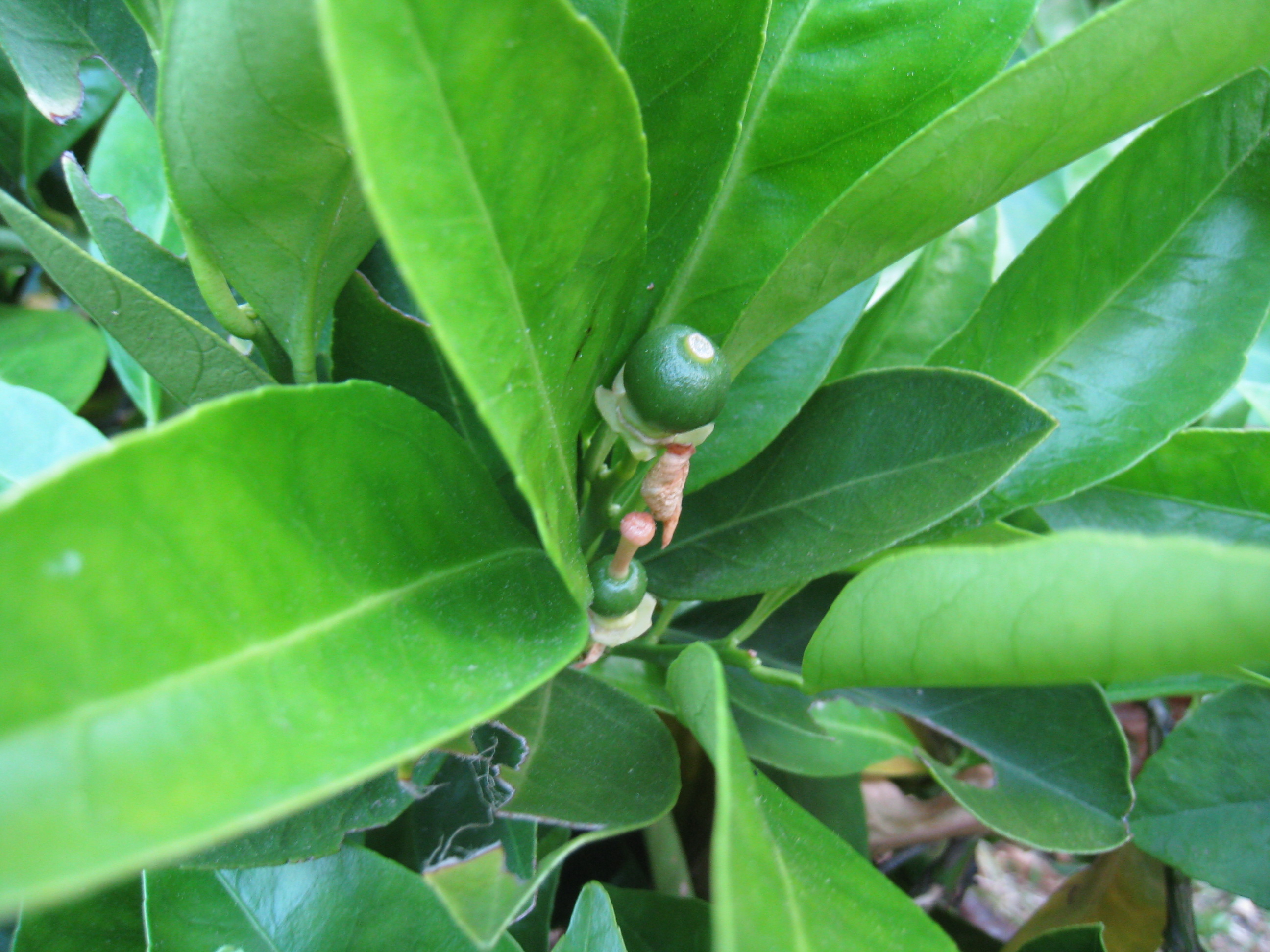
Червоний апельсин (плід на початку зростання)
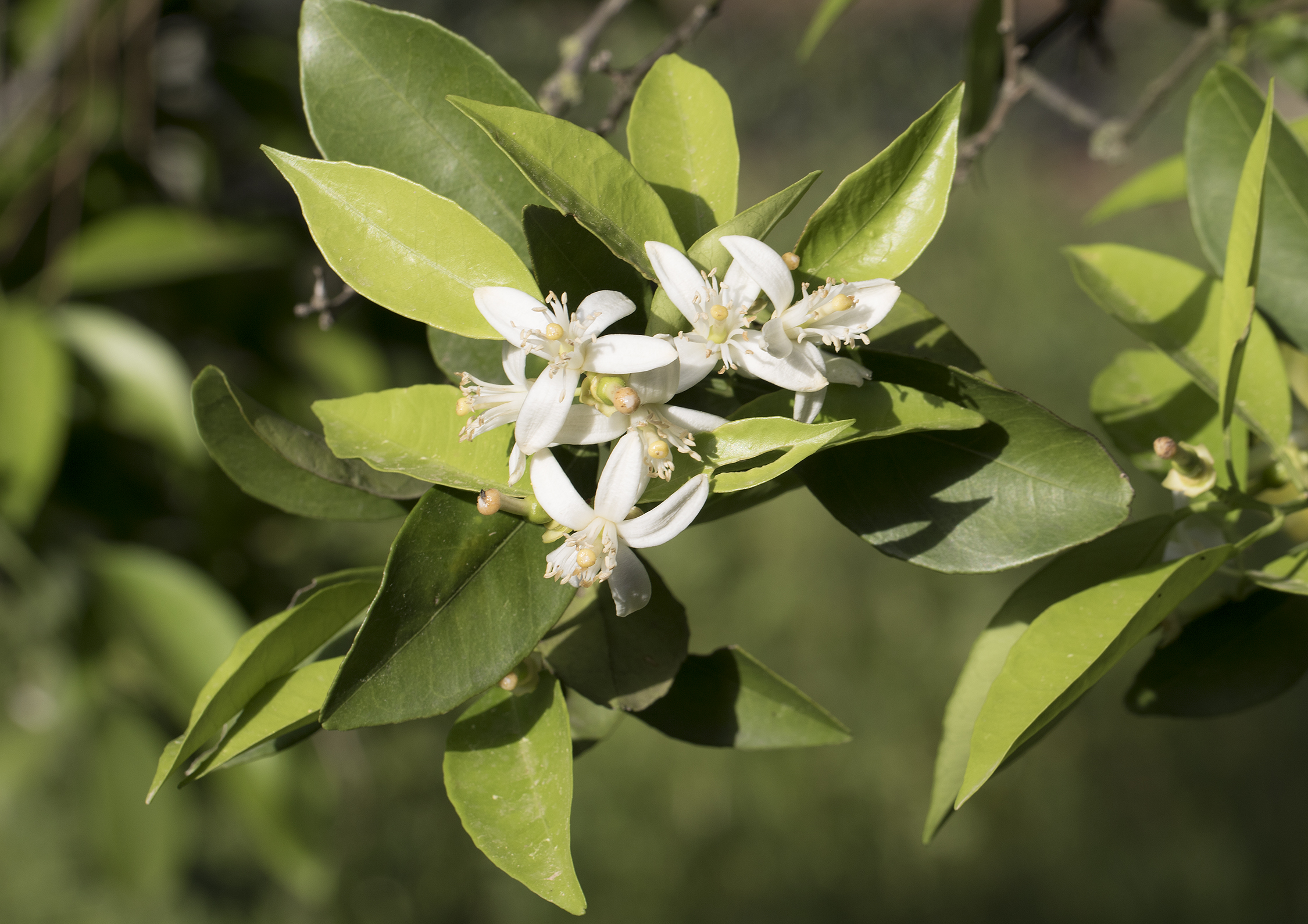
Квітка апельсина
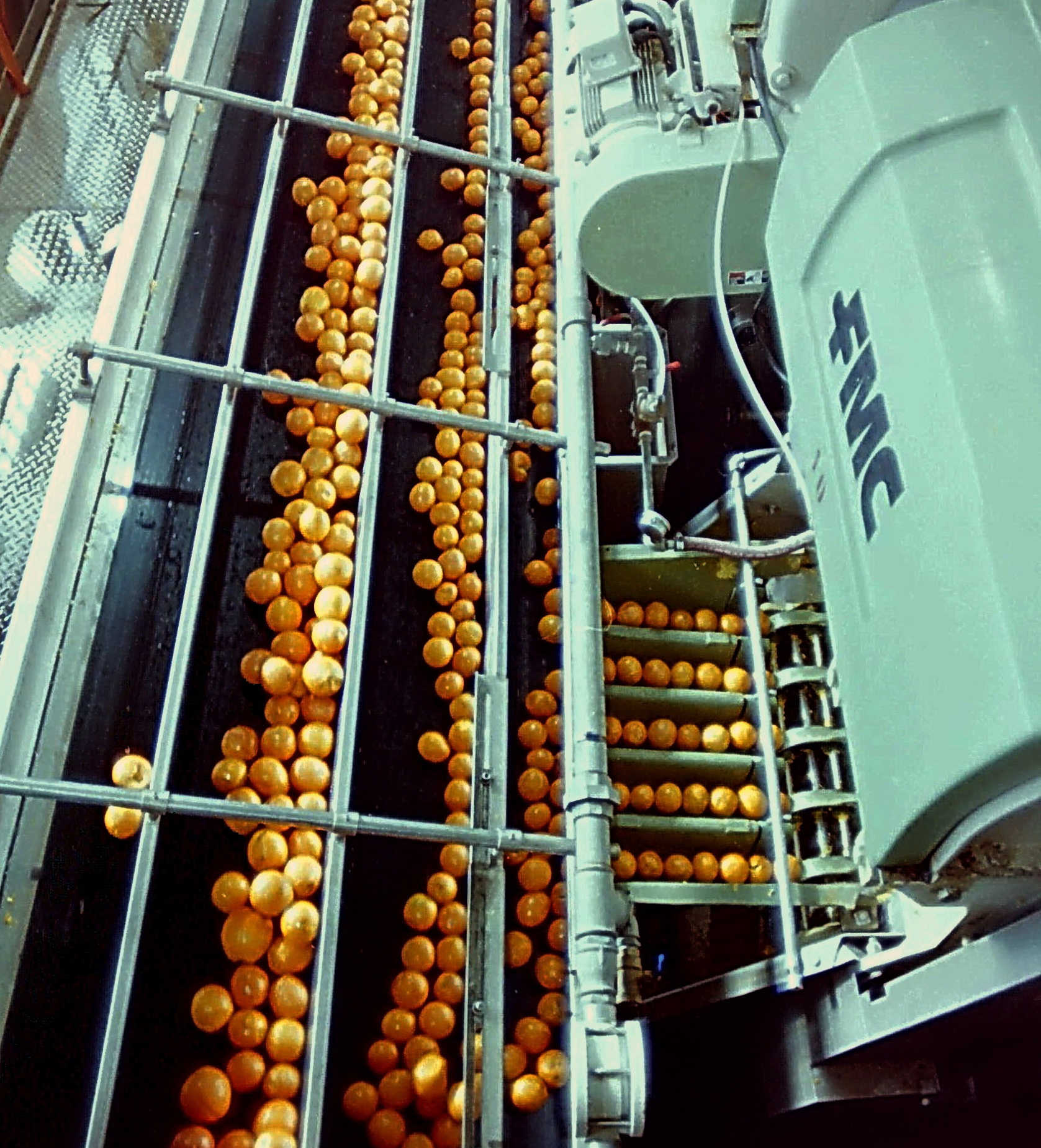
Переробка апельсинів на сік в Ізраїлі.

## Апельсини в мистецтві

Франсуа Буше. «Мадам Помпадур на тлі з апельсиновим деревом»
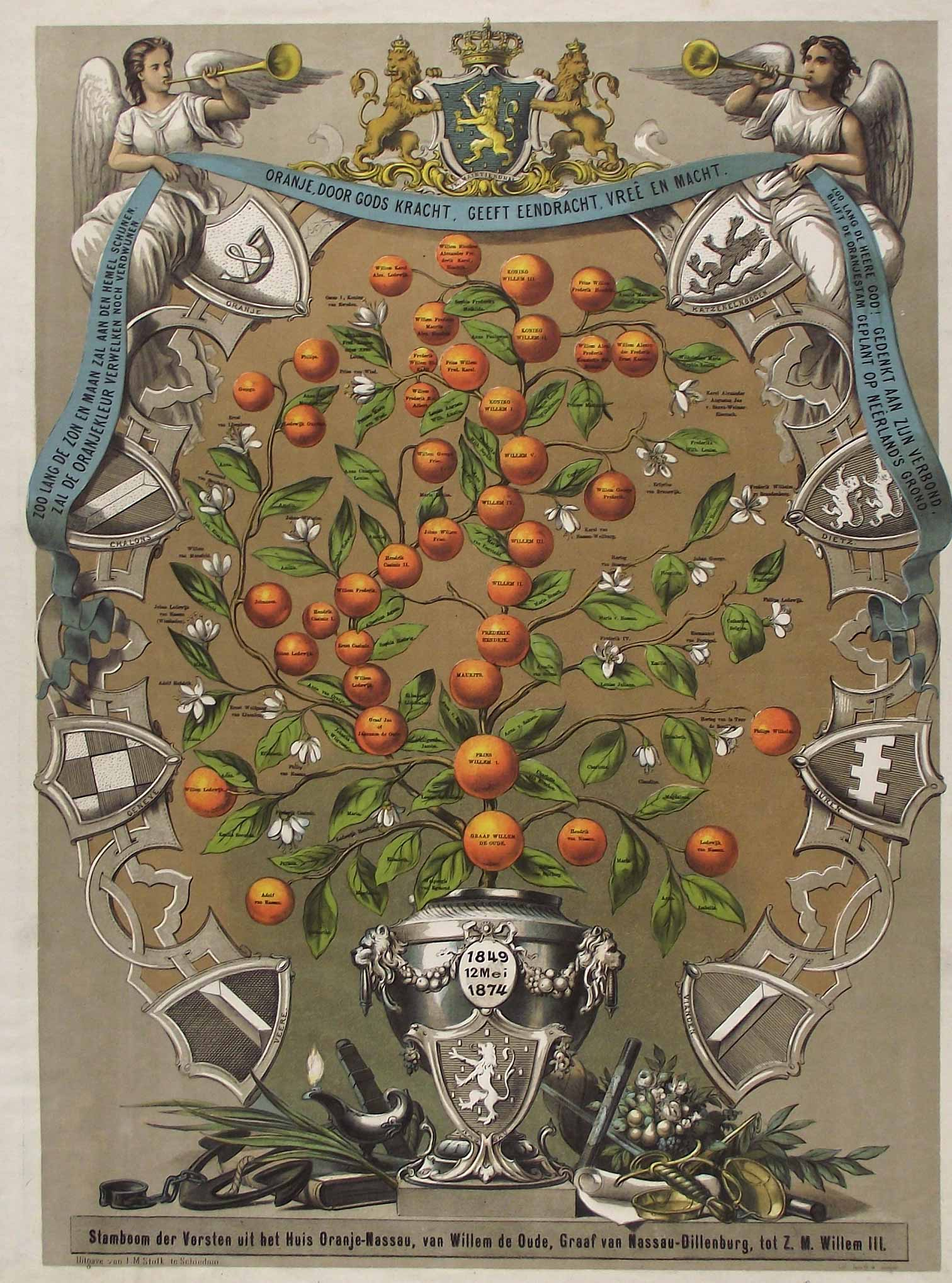
Геральдичне дерево родини Оранських-Нассау, 1874 рік
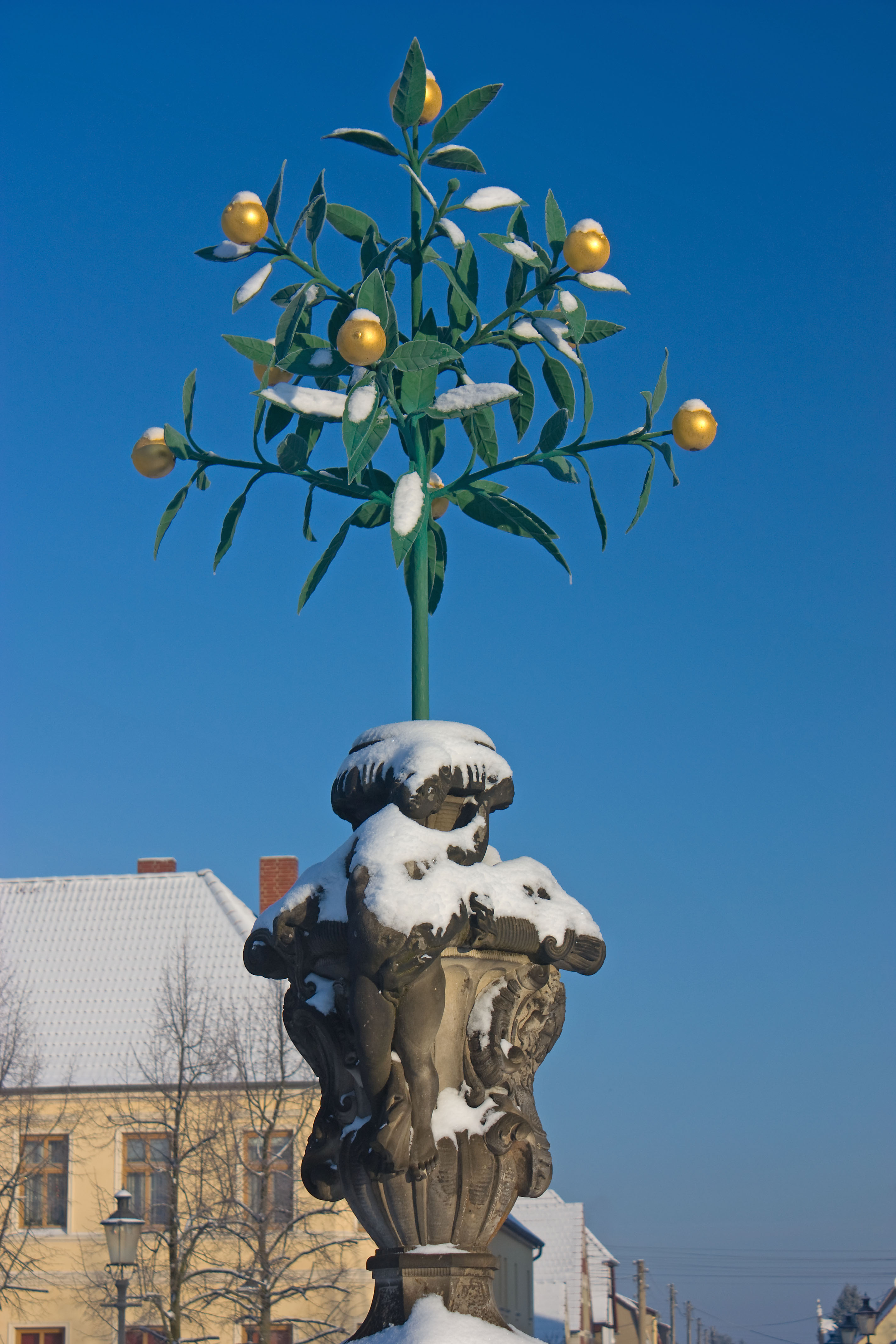
Імітація апельсинового дерева в парку під снігом
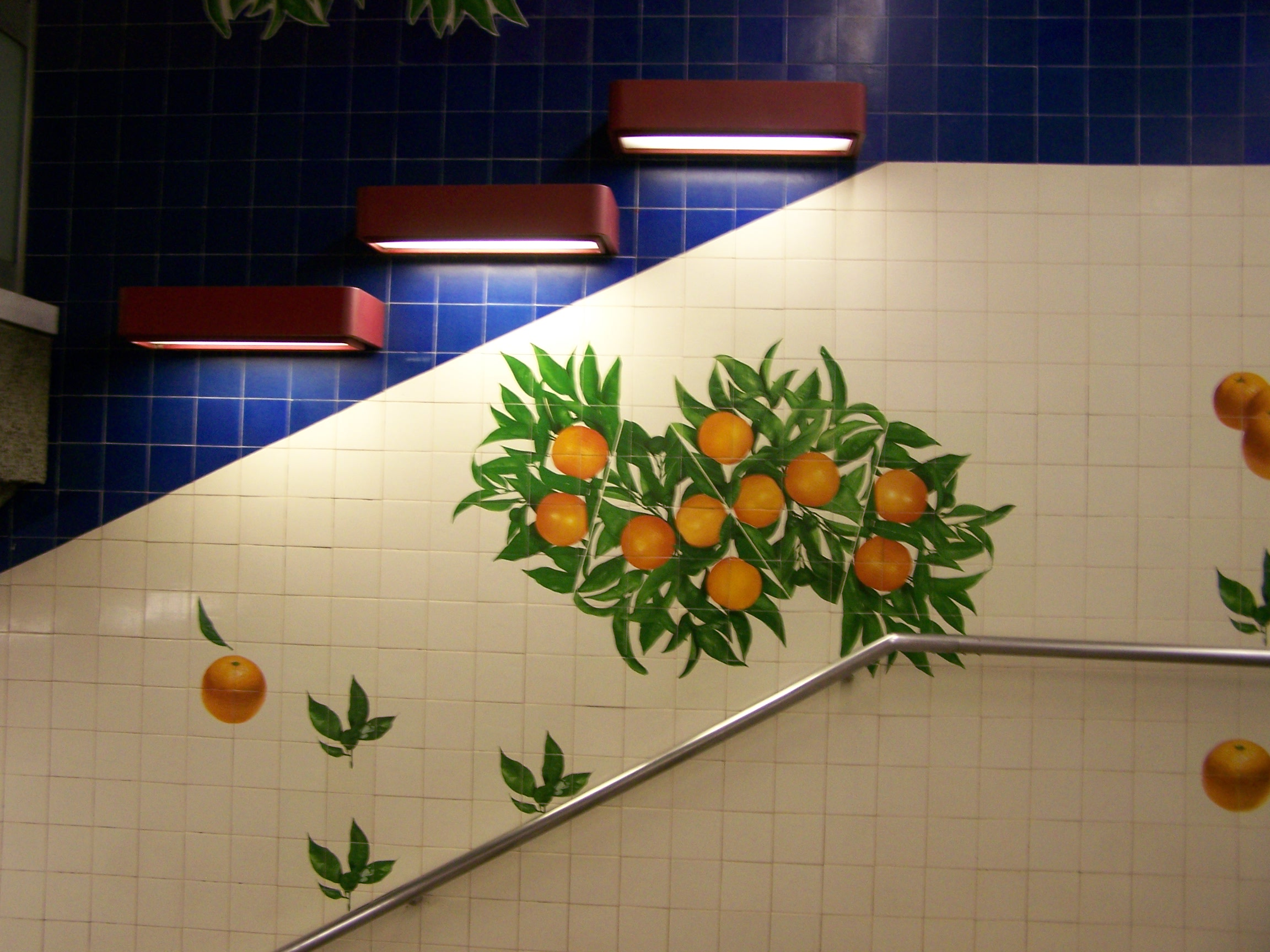
Декор станції метро, Лісабон.
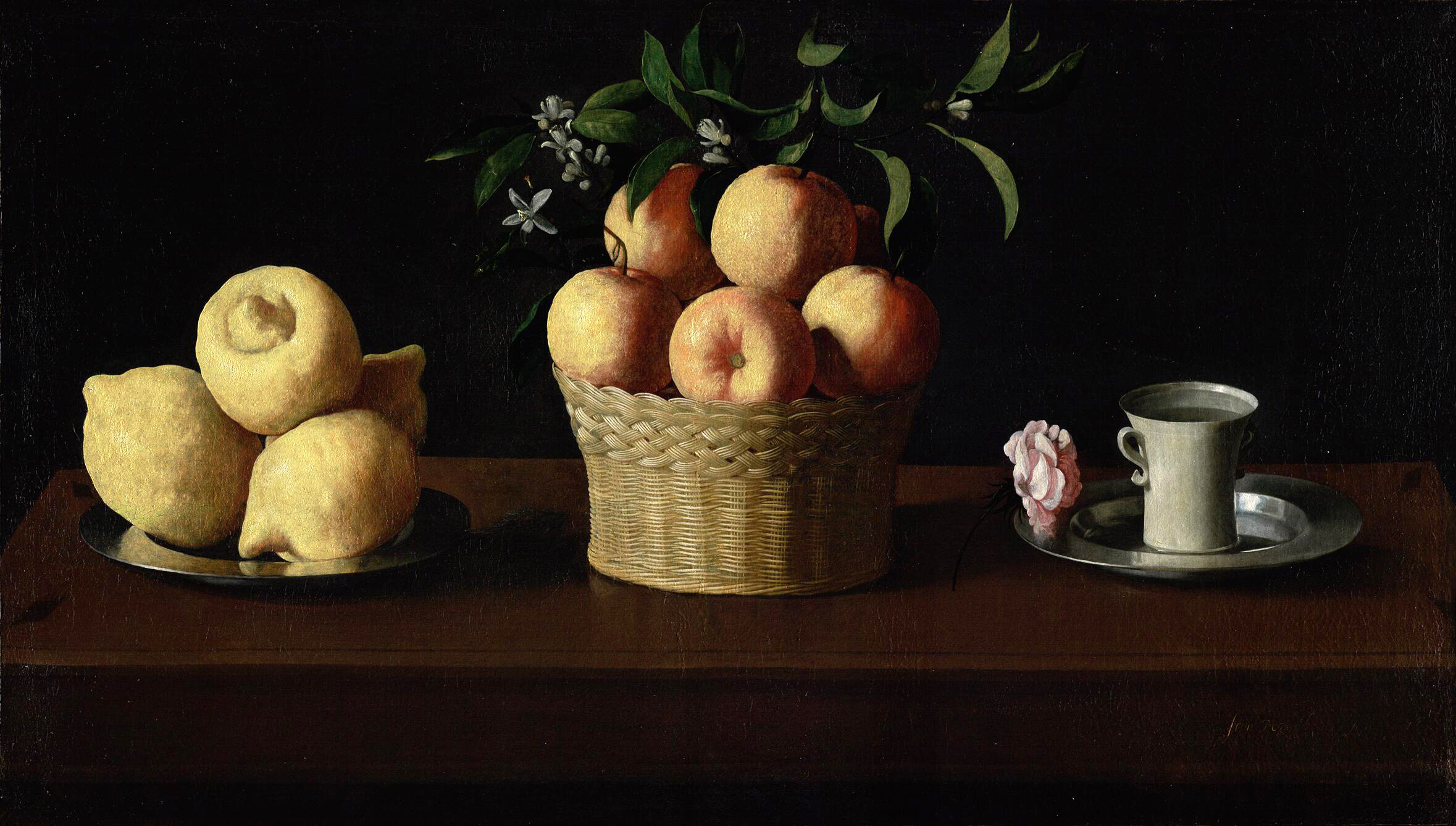
Франсіско де Сурбаран, натюрморт «Лимони, апельсини, троянда», Музей Нортона Саймона.
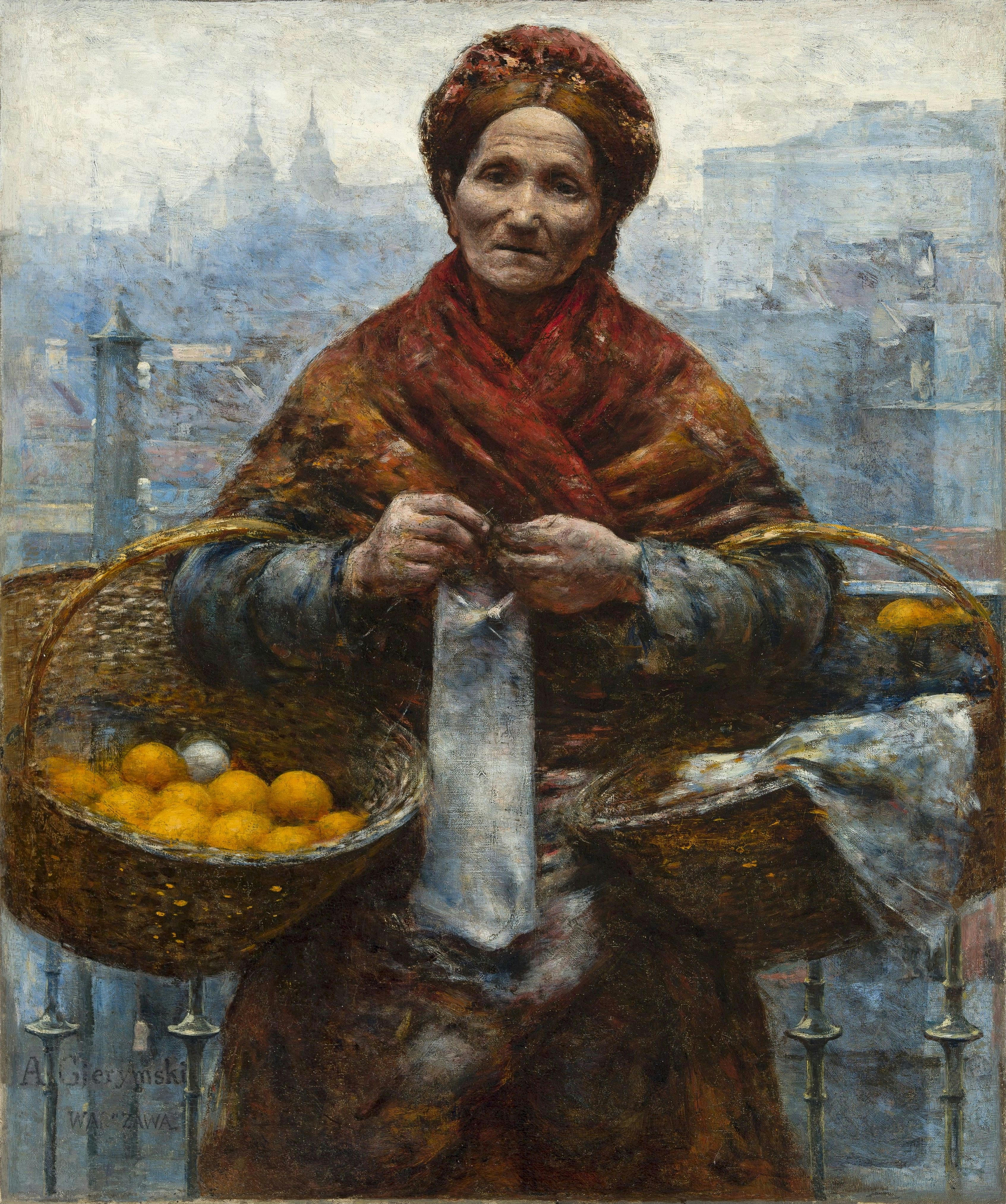
Олександр Ґеримський, Перекупка з апельсинами, 1881